# Schmiedebach (Jagst)
Der Schmiedebach ist ein etwa viereinhalb Kilometer langer Bach mit etwa nordöstlichem Lauf im Stadtgebiet von Crailsheim im Landkreis Schwäbisch Hall im nordöstlichen Baden-Württemberg, der nach Durchfließen des Crailsheimer Dorf Tiefenbach auf der Hochebene etwas unterhalb eines am Gegenhang liegenden Satteldorfer Steinbruchs bei der Barenhaldenmühle von links in die Jagst mündet.

## Geographie

### Verlauf
Der Schmiedebach entsteht am Ostrand des Waldes auf dem Reußenberg zur Flurbucht Hagenreith noch innerhalb der Grenzen des sich noch etwas weiter ostwärts in die offene Landschaft fortsetzenden Naturschutzgebietes Reußenberg, das durch fortschreitende Subrosion eine unruhig-kleinhügelige Höhenstruktur hat. Er ist der Abfluss des auf etwa 437 m ü. NHN an der Waldgrenze liegenden, kleinen Hutweihers und läuft zunächst südöstlich. Nach etwa einem Viertelkilometer durchläuft der noch bescheidene Wasserlauf einen weiteren kleinen Weiher auf etwa 435 m ü. NHN, nach dessen Verlassen er sich in recht beständig nordöstlicher Richtung durch eine weite und flache Landschaft vom Reußenberg entfernt.
Nach etwa einem Kilometer läuft er für einen Viertelkilometer im Graben eines befestigten Feldweges, an dessen Südostseite das einst moorige Quellgebiet des Lindenbachs angrenzt, in welchem früher eine Zeit lang Torf abgebaut wurde. Die aufgebrochenen Äcker zeigen hier auch heute noch auffällig dunkle Farbtöne. Früher entwässerte eine Teilfläche dieser Torfwiesen auch zum Schmiedebach her.
Nachdem sich der Feldweg vom Lauf entfernt hat und dieser die kleine Waldinsel Eichwald am linken Ufer passiert hat, beginnt der Bach in einer Geländemulde zu laufen. Wo er den Rand der von Rüddern im Westen nach Tiefenbach im Osten laufenden Kreisstraße K 2641 erreicht, läuft dieser entlang der 2,5 km lange Rohrbach zu, der im nördlichen Reußenberg entspringt und den Schmiedebach-Lauf bis dorthin in Länge wie beigetragenem Teileinzugsgebiet übertrifft.
Etwas neben der Kreisstraße erreicht der Schmiedebach den Rand des Dorfes Tiefenbach. Dort mündet von Westnordwesten herkommend  der Judenbach ein, ein etwas kleinerer Zufluss mit Ursprung am Rand der etwas größeren Waldinsel Käppele nördlich von Rüddern.
Tiefenbach durchquert der Bach in einer eingesenkten Rinne, mit etlichen hohen Bäumen am Lauf. Er unterquert im Dorf die L 1041 Kirchberg an der Jagst–Crailsheim. Der danach beginnende, noch etwas über einen Kilometer lange Unterlauf hat eine der vor allem weiter unten an der Jagst typischen Muschelkalk-Klingen eingegraben, die auf dem letzten, nunmehr nordwärts ziehenden Abschnitt völlig bewaldet ist. Schließlich mündet der Schmiedebach etwa einen halben Kilometer unterhalb der zu Satteldorf gehörenden Barenhaldenmühle auf etwa 386 m ü. NHN von links in die mittlere Jagst.
Der Schmiedebach mündet nach einem 4,6 km langen Lauf etwa 51 Höhenmeter unterhalb seines Ursprungs, sein mittleres Sohlgefälle liegt also bei etwa 11 ‰.
Der Bachlauf ist nach dem Reußenberggebiet zunächst völlig kahl, erst ab der Waldinsel Eichwald gibt es sporadisch Bäume am Lauf, die ihn ab der oberen Ortsgrenze von Tiefenbach dann beständig begleiten.

### Einzugsgebiet
Der Schmiedebach hat ein Einzugsgebiet von 6,2 km² Größe, das sich vom westlichen Reußenberg etwa fünf Kilometer weit ostnordöstlich bis zur Mündung erstreckt und quer dazu eine maximale Breite von etwa zwei Kilometern erreicht. Naturräumlich gesehen hat es Anteil an drei Unterräumen – der Haller Ebene im Westen, der Crailsheimer Bucht im Osten, die beide Teil der Hohenloher und Haller Ebene sind, sowie der zu den Kocher-Jagst-Ebenen zählenden Östliche Kocher-Jagst-Riedel am Nordrand.
Die mit wenig über 455 m ü. NHN größte Höhe im Einzugsgebiet wird wohl nahe am Südwesteck unweit der Schwarzen Lache im Naturschutzgebiet Reußenberg erreicht, einer unruhigen Hügellandschaft mit Gipskeuper-Subrosion und oft nur unterirdischem Abfluss, weswegen die Wasserscheide in diesem Bereich kaum exakt zu bestimmen ist. Südlich von ihr jedenfalls entwässert ein Teil der in plombierten Dolinen entstandenen Seen oberirdisch über den Schwarzlachenbach zur Maulach, einen Jagstzufluss weiter oben am Lauf. Jenseits der nordwestlichen Wasserscheide führt der Grundbach sein Wasser weiter abwärts bei Lobenhausen der Jagst zu, während jenseits der nördlichen allenfalls kleine Gerinne zur sehr nahen Jagst ziehen.  Der in den Tiefenbacher Sumpfteilen sehr dicht am Oberlauf des Schmiedebachs entstehende Lindenbach schließlich entwässert das Gebiet, das außen an den überwiegenden Abschnitt der südöstlichen Einzugsgebietsgrenze reicht, ostwärts etwas oberhalb des Schmiedebachs zur Jagst.
In den südwestlichen und südlichen Teilen des Einzugsgebietes steht der Gipskeuper (Grabfeld-Formation) an, nördlich davon der großflächig von auf quartäre Ablagerung zurückgehendem Lösssediment überdeckte, ihn unterlagernde Lettenkeuper (Erfurt-Formation). Erst zuletzt in seiner nordwärts eingeschwenkten Unterlauf-klinge erreicht das Bachbett den Oberen Muschelkalk. Von Kirchberg an der Jagst im Nordwesten her durchzieht die lange Kirchberger Störung südwestwärts das Einzugsgebiet und kreuzt den Bachlauf etwa bei Tiefenbach.
Das gesamte Einzugsgebiet liegt im Stadtgebiet von Crailsheim, sein etwa 0,5 km² umfassender Südrand mit dem Schmiedebach-Ursprung Hutsee in der Teilgemarkung Roßfeld, ein Zwickel im Südwesten von rund 0,6 km² in der von Triensbach und der ganze Rest von etwa 5,0 km² in der von Tiefenbach. Es gibt darin nur drei Orte, die alle zur Tiefenbacher Stadtteilgemarkung gehören, den Weiler Rüddern etwas links des mittleren Rohrbachs; das Dorf Tiefenbach, in welchem der Unterlaufabschnitt des Schmiedebachs beginnt, liegt mit einigen nahen Aussiedlerhöfen weit überwiegend darin; nur mit wenigen Gebäuden diesseits der nördlichen Wasserscheide dagegen der Weiler Wollmershausen.
Auf etwa einem Sechstel des Einzugsgebietes steht Wald, der größte Teil davon auf dem Reußenberg im Süden, der überwiegende Rest in kleinen Inseln im Inneren oder am Rand, ein winziger Anteil auch mündungsnah in der Unterlaufklinge. Die offene Flur wird heute (2017) zum größten Teil beackert, während  bis ins 20. Jahrhundert die flachen und breiten Senken der Gewässer weithin als Grünland bewirtschaftet wurden.

### Zuflüsse und Seen
Hierarchische Liste der Zuflüsse und  Seen jeweils von der Quelle zur Mündung. Gewässerlänge, Seefläche, Einzugsgebiet und Höhe nach den entsprechenden Layern auf der Onlinekarte der LUBW. Andere Quellen für die Angaben sind vermerkt.
Ursprung des Schmiedebachs auf etwa 437 m ü. NHN im östlichen Teil des Naturschutzgebietes Reußenberg nordwestlich des Roßfelder Hagenhofs.
- Entfließt dem Hutsee an der Nordwestspitze der Flurbucht Hagenreith in den Reußenberg-Wald hinein, über 0,1 ha.
Der Bach fließt zunächst etwa südöstlich.
- Durchfließt auf etwa 435 m ü. NHN einen zweiten Teich im Hagenreith, 0,2 ha.
Von hier an läuft der Bach auf dem überwiegenden Teil seines Weges ostnordöstlich bis nordöstlich.
- Rohrbach, von links und Westsüdwesten auf etwa 418 m ü. NHN zuletzt entlang der K 2641 von Rüddern nach Tiefenbach etwa einen halben Kilometer vor dessen Ortsrand, 2,5 km und ca. 2,1 km². Entsteht auf etwa 434 m ü. NHN an der Waldlichtung Erdenwiesen im nördlichen Reußenberg-Wald.
Der Schmiedebach selbst ist bis zu diesem Zufluss erst 2,3 km lang und hat auch erst ein Teileinzugsgebiet von ca. 1,1 km².
  -  Entwässert wohl zwei Gipsdolinen-Seen, darunter die Schwarze Lache, auf etwa 450 m ü. NHN mit unterirdischem Abfluss im westlichen Teil des Naturschutzgebietes Reußenberg, zusammen 1,1 ha.
  - (Entwässerungsgraben), von rechts und Südwesten auf etwa 430 m ü. NHN am Wirtschaftsweg vom Hagenhof nach Rüddern, ca. 0,6 km[LUBW 6] und unter 0,2 km². Entsteht auf unter 435 m ü. NHN am Karmensbuck am nordöstlichen Rand des Reußenberg-Waldes. Unbeständig.
  - (Graben), von links und Westnordwesten auf etwa 427 m ü. NHN schon nahe an der K 2641, ca. 0,5 km[LUBW 6] und ca. 0,4 km². Entsteht auf etwa 432 m ü. NHN in Rüddern.
- Judenbach, von links und Westnordwesten auf über 415 m ü. NHN am westlichen Ortsrand von Tiefenbach, 1,8 km und ca. 1,6 km². Entsteht auf etwa 428 m ü. NHN am Südrand des Eichwaldes. Am Oberlauf unbeständig.
  - (Graben entlang einem Waldrandweg), von links auf etwa 425 m ü. NHN entlang dem Ostrand des Eichwaldes, ca. 0,4 km[LUBW 6] und über 0,2 km². Entsteht auf etwa 426 m ü. NHN am Feldgewann Neubruch beim Käppele.
  - (Graben aus den Lachenwiesen), von rechts und Westen auf etwa 417 m ü. NHN wenig vor dem Ortsrand Tiefenbachs, ca. 0,9 km[LUBW 6] und unter 0,3 km². Entsteht auf etwa 426 m ü. NHN etwas vor dem Lachenholz.

Mündung des Schmiedebachs von links und zuallerletzt Süden auf etwa 386 m ü. NHN in die mittlere Jagst etwa einen Kilometer nordöstlich der Ortsmitte von Tiefenbach und etwa einen halben flussabwärts der Barenhaldenmühle von Satteldorf. Der Bach ist 4,6 km lang und hat ein Einzugsgebiet von 6,2 km².

### LUBW
Amtliche Online-Gewässerkarte mit passendem Ausschnitt und den hier benutzten Layern: Lauf und Einzugsgebiet des Schmiedebachs

Allgemeiner Einstieg ohne Voreinstellungen und Layer: Daten- und Kartendienst der Landesanstalt für Umwelt Baden-Württemberg (LUBW) (Hinweise)
1. 1 2 3 4  Höhe nach dem Höhenlinienbild auf dem Hintergrundlayer Topographische Karte.
2. 1 2  Länge nach dem Layer Gewässernetz (AWGN).
3. 1 2  Einzugsgebiet nach dem Layer Basiseinzugsgebiet (AWGN).
4. ↑  Seefläche nach dem Layer Stehende Gewässer.
5. ↑  Einzugsgebiet abgemessen auf dem Hintergrundlayer Topographische Karte.
6. 1 2 3 4  Länge abgemessen auf dem Hintergrundlayer Topographische Karte.

### Andere Belege
1. ↑  Wolf-Dieter Sick: Geographische Landesaufnahme: Die naturräumlichen Einheiten auf Blatt 162 Rothenburg o. d. Tauber. Bundesanstalt für Landeskunde, Bad Godesberg 1962. → Online-Karte (PDF; 4,7 MB)
2. ↑  Geologie grob nach: Mapserver des Landesamtes für Geologie, Rohstoffe und Bergbau (LGRB) (Hinweise)
3. ↑  Wiesenbereiche nach den Flächennutzungssymbole auf den Meßtischblätter in der Deutschen Fotothek 6825 Ilshofen von 1937 und vor allem 6826 Crailsheim von 1938.